# Diti
En el hinduismo, Diti es una diosa de la Tierra, madre de los maruts (con Rudra)[cita requerida] y madre de los daitias (con Kasiapa).

## Nombre sánscrito
- diti, en el sistema AITS (alfabeto internacional para la transliteración del sánscrito).
- दिति, en escritura devanagari del sánscrito.
- Pronunciación: /díti/.[1]
- Etimología: posiblemente surge del antiquísimo nombre Áditi (posiblemente anterior al sánscrito), pero que en sánscrito podría significar ‘la que no está atada’, siendo dita: ‘atado, sujetado con ataduras’[1]
  - cortar en dos, dividir[1]
  - liberalidad, generosidad[1]

## Historia del nombre
En el Rig-veda (el texto más antiguo de la India, de mediados del II milenio a. C.) se menciona la palabra diti en el sentido de ‘liberalidad’, ‘generosidad’, y también podría ser la personificación de la liberalidad; en ese caso ya sería una diosa.
En el Atharva-veda (7, 7, 1) ―aproximadamente de finales del II milenio a. C. o principios del I a. C.― es el nombre de una diosa como mera contraparte de la diosa Áditi, tal como el término sánscrito sura (dios) apareció como mera contraparte del más antiguo término asura, en el que la a inicial se tomó como partícula negativa. También apareció en esa época en el Vayasanei-samjitá 18, 22.
Ya en el texto épico-religioso Majabhárata (del siglo III a. C.), Diti es una de las sesenta hijas de Prayápati Daksa (hijo del dios Brahmá de cuatro cabezas), uno de los abuelos de la creación, dios de la habilidad en los rituales y rey). Su madre era Virni.

## Leyendas
En el Majabhárata, Diti se convirtió en una de las trece esposas de Kasiapa (quien era otro de los prayápatis, y un gran sabio). Diti tuvo muchos hijos e hijas demonios. Sus dos hijos más famosos fueron Jirania Aksa ―que fue muerto por el avatara Varaja (jabalí) de Visnú― y Jirania Kasipú ―que fue muerto por el avatara Nara-Simja (hombre-león)―. También tuvo una hija llamada Jólika, que murió asesinada por sus propios poderes al querer matar al niño Prajlada (hijo devoto del demonio Jirania Kasipú), de cinco años de edad.
Diti aparece como madre de los daitias con el sabio Kasiapa (que estaba casado con Áditi, hermana de Diti). Diti suele ser cruel con su hermana Áditi y su esposo Kasiapa. Siempre está obsesionada con tratar de elevar el poder de sus hijos demonios hasta el punto máximo. Ella también odia a los hijos de Áditi, que son los dioses. Diti quería tener un hijo que fuera más poderoso que el dios Indra (que había matado a sus hijos anteriores), por lo que practicó la magia, y se mantuvo embarazada durante un año. Indra utilizó su rayo Vashra para matar al feto en cien pedazos, que finalmente nacieron como los Maruts.

## Los hijos de Diti
Al ver que los dioses habían bendecido con hijos a las coesposas de Áditi, Diti también estaba muy ansiosa de tener un hijo. Por lo tanto, le pidió Kasiapa que quería tener relaciones sexuales. Kasiapa accedió a su petición, pero le pidió que esperara que pasara la hora infausta en que Shiva y su séquito de fantasmas y espíritus realizan su eterna procesión (posiblemente la medianoche)
Sin embargo, Diti, movida por la lujuria, no quiso esperar y arrastró a Kasiapa tomándolo de sus prendas de vestir, lo que el autor del texto consideraba un signo de falta de modestia. Puesto que la mente de Diti era impura, contaminada por la lujuria, ella engendró a dos hijos indignos que violarían todas las reglas religiosas (dharma) y seguirían el camino del adharma (la irreligión). Cuando Diti se arrepintió de su pecaminoso acto, Kasiapa la consoló diciendo que ambos hijos serían asesinados por Visnú y por lo tanto serían bendecidos por el contacto con el dios. Además, uno de los cuatro hijos de su primer hijo sería un gran devoto de Visnú, y también el hombre más noble (profetizó así el nacimiento de Pralada). 
En el Majabhárata (adi-parva, sección 67) se dice que el malvado rey Shishu Pala, el poderoso gobernante de Chedi, era una encarnación de Jirania Kasipú, el hijo de Diti.
El Visnú-purana (de los primeros siglos de la era común) va más allá: agrega que esos dos demonios en realidad eran los piadosos porteros del dios Visnú, Yaiá y Viyaiá, que encarnaron varias veces como demonios para dar placer a los avataras de Visnú, que los asesinaban sistemáticamente:
- Jirania Kashipú y Jirania Aksha
- Rávana y Kumbha Karna
- Shishupala y Dantavakra.

El escritor bengalí Krisnadás Kavirash Gosuami (1496-1588) ―en su texto Chaitania-charita-amrita (1582), escrito para establecer que el santón Chaitania (1486-1533) había sido un avatar del dios Krisná― escribió que Yaiá y Viyaiá pidieron al dios Visnú poder encarnar una cuarta vez para participar en sus pasatiempos en la Tierra, y lo hicieron como Yagai y Madhai.
Además del gran daitia Jirania Kashipú, algunos otros hijos más famosos de Diti también se mencionan en el Adi parva (primer capítulo) del Majabhárata:
- Sivi: un gran daitia, conocido entre los hijos de Diti, que en la tierra se convirtió en el famoso rey Druma.
- Ashua o Ashuaka (‘caballo’): gran daitia. Según una leyenda, el rey Ashoka era una reencarnación de él.[2][3]
- Ashua Pati (‘líder del caballo’, jinete): hermano menor de Ashua. Según una leyenda, Jardikia, el rey de los mallas, era una encarnación de él.
- Sarabha: según el Majabhárata encarnó como el sabio rey Paurava.
- Chandra (‘luna’): el primer hijo de Diti, hermoso como el mismo Señor de las estrellas (el dios de la Luna), según el Majabhárata encarnó como Chandra Varman, el rey de los kamboyas.[2][4]